# メークリンゲン
メークリンゲン (ドイツ語: Möglingen) は、ドイツ連邦共和国バーデン＝ヴュルテンベルク州シュトゥットガルト行政管区のルートヴィヒスブルク郡に属す町村（以下、本項では便宜上「町」と記述する）である。この町は、シュトゥットガルト地域（1992年まではミットレラー・ネッカー地域）およびシュトゥットガルト大都市圏に含まれる。人口11,000人以上のこの町には、他に地区はない。

## 地理

### 位置
メークリンゲンは郡庁所在地ルートヴィヒスブルクに隣接する高度 277 m から 309 m の肥沃なランゲン・フェルトに位置している。この土地はネッカー盆地のシュトローゴイに含まれる。街の中心部は、ロイデルスバッハの東の支脈の水源付近にある。その北東でフルトバッハ川が、市街地の西端でオーベラー・ロイデルスバッハ川が合流し、レンミンガー・ニー（レンミヒハイムの屈曲部）付近でエンツ川に合流する。

### 隣接する市町村
メークリンゲンは、北はアスペルク、東は郡庁所在地ルートヴィヒスブルクのプフルークフェルデン市区、南東はコルンヴェストハイム、南は州都シュトゥットガルトのシュタムハイム地区、南西はコルンタール＝ミュンヒンゲン、西はシュヴィーバーディンゲン、北西はマルクグレーニンゲンと境を接する。

### 廃村
メークリンゲンとシュヴィーバーディンゲンとの間に中世後期に放棄された村フェーインゲンが、メークリンゲンとマルクグレーニンゲンとの間のロイデルスバッハ川沿いにはもっと以前に放棄されたマウルブロン入植地がある。

### 土地利用
| 土地用途別面積     | 面積 (km2) | 占有率 |
| ------------------ | ---------- | ------ |
| 住宅地および空き地 | 0.82       | 8.2 %  |
| 産業用地           | 0.44       | 4.4 %  |
| レジャー用地       | 0.12       | 1.3 %  |
| 交通用地           | 1.20       | 12.0 % |
| 農業用地           | 6.92       | 69.6 % |
| 森林               | -          | 0.0 %  |
| 水域               | 0.01       | 0.1 %  |
| その他の用地       | 0.44       | 4.4 %  |
| 合計               | 9.95       |        |

州統計局の2018年現在のデータによる。

## 歴史

### 中世以前

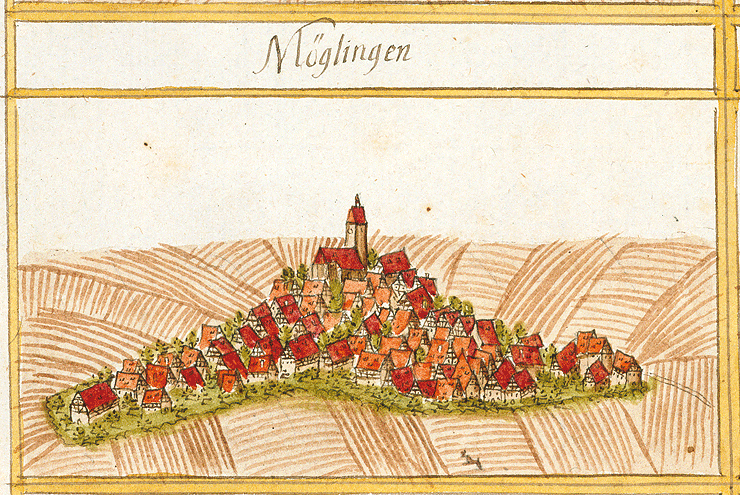
1682年の森林台帳にアンドレアス・キーザーによって描かれたメークリンゲン

メークリンゲンは、1275年のコンスタンツ司教区の文書に初めて記録されており、1278年にはアスペルク伯ウルリヒの文書に Meginingen と表記されている。当時すでにこの村には教会があった。
13世紀には、メークリンゲンは大部分がテュービンゲン＝アスペルク宮中伯の手中にあった。残りの部分は、1308年にヴュルテンベルク家に売却された。いくつかの荘園に関する統治権は当分の間バーデン辺境伯が保持した。ヴュルテンベルク伯はこの村を何度も質入れしては取り返していた。
三十年戦争中、特に1634年頃に、住民130人のうち32人が死亡し、111軒の建物のうち22軒がほぼ全焼した。その後の継承戦争でメークリンゲンは再び甚大な被害を受けた。フランス軍が、町役場を含む35棟の建物を破壊した。

### 水車と上水道

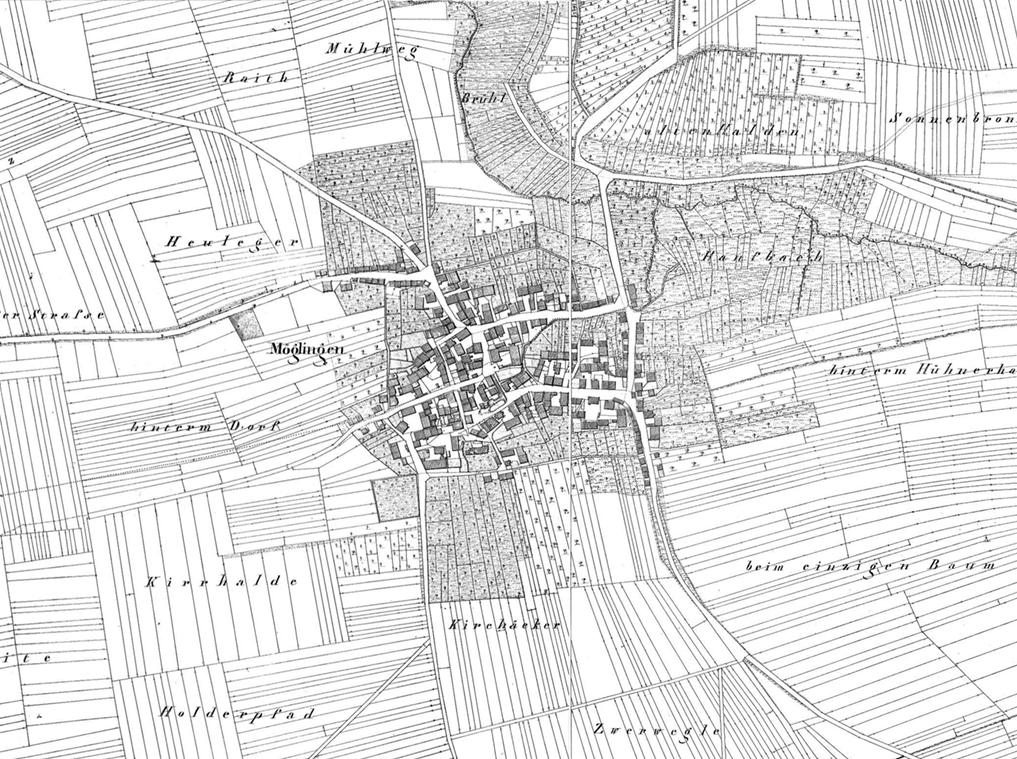
1831年の農場地図

1523年の文献で存在が確認されるアスペルガー通り18番地のメークリンガー水車は、当時、コンラート・ミュラーによって管理されていた。1561年にミュールバッハと呼ばれ、現在は一部が暗渠化されているウンテラー・ロイデルスバッハ川は、元々は牧師館の下に設けられた「ヴェッテ」（防火水槽）に水を供給していた。短い区間集落内を通った後、プフレークフェルデンから来たフルトバッハ川がロイデルスバッハ川に右岸側から合流する。この後川は水車を駆動するに十分な水量となる。
さらに17世紀にはホーエンアスペルク要塞に火薬を供給するために、メークリンゲンにプルファーミューレ（火薬製造用水車）が設けられた。この要塞は三十年戦争中、おそらくは1634年に皇帝軍によって包囲された際に破壊された。1662年にヴュルテンベルク公エーバーハルト3世は、マルクグレーニンゲン近郊の、より水量の多いグレムス川沿いにプルファーミューレを建設させた。
穀物製粉業者カスパー・ジクリンは、ヴュルテンベルク公エーバーハルト・ルートヴィヒの命令によって立ち退かされ、その水車があった場所に、新たに建設されたルートヴィヒスブルク宮殿に飲料水を供給するための揚水場が設けられた。周辺の様々な水源からの水が貯水槽に集められ、「レッシャー」の水道塔に汲み上げられた。公には当然補償金や賃金を支払う義務があったが、これを行わなかったため、関わった数人のメークリンゲン住民は貧困に陥った。10年後、ポンプの能力が低かったことや、運用コストが嵩むこと、管理上の不備によりこの施設は稼働を停止した。これにはサボタージュも関係していたとされる。
1743年に再び建設された穀物水車は、ロイデルスバッハの水量が乏しく経済的でなかったために、何度も所有者が代わった後、1904年に廃止された。

### 帰属
メークリンゲンは14世紀以降ヴュルテンベルクのアムト・グリューニンゲンに属し、1718年からは1807年に廃止されるまでオーバーアムト・グレーニンゲンに属したが、1762年からはオーバーアムト・ルートヴィヒスブルクと交互に帰属した。こうした状況は、1806年に成立したヴュルテンベルク王国での新たな行政組織下においても変化はなく1934年まで継続した。1934年にオーバーアムト・ルートヴィヒスブルクは、ルートヴィヒスブルク郡 (Kreis) と改名された。
ナチ時代のヴュルテンベルクの行政改革によりこの町はルートヴィヒスブルク郡 (Landkreis) に属すこととなった。この村は第二次世界大戦後アメリカ管理地区の一部となり、このため1945年以降は新設されたヴュルテンベルク＝バーデン州に組み込まれた。この州は1952年に現在のバーデン＝ヴュルテンベルク州となった。

### 鉄道史
1916年から1975年まで、メークリンゲンには王立ヴュルテンベルク邦有鉄道が開通させたルートヴィヒスブルクからマルクグレーニンゲンへの路線の駅があった。この路線は2002年までは特別列車が利用していたが、その後廃止された。

## 住民

### 宗教
この地の教会法は15世紀にシュトゥットガルトの兄弟団を経由してシュトゥットガルター・ホスピタルに設けられた。この病院は19世紀まで病院の農場や司祭館（後の牧師館）の所有者であった。
1535年からのヴュルテンベルク公ウルリヒによる宗教改革の影響でメークリンゲンもプロテスタント化された。現在もこの町は福音主義が主流である。この他に古敬虔派教会ベッサラビア教会がある。この2つの教会は地方教会と密接に関連している。ローマ＝カトリック教会や福音主義メソジスト教会もある。新使徒教会は2007年11月末に閉鎖された。

### 住民
三十年戦争以前、この町は人口130人の小さな農村であった。1858年の人口は1,136人であった。主に1960年代の大規模な住宅地レッシャーの開発によりこの街の人口は飛躍的に増加した。
- 1618年: 130 人
- 1858年: 1,136 人
- 1955年: 2,500 人
- 1991年: 10,130 人
- 1995年: 10,514 人
- 2005年: 10,449 人
- 2010年: 10,617 人
- 2015年: 11.,58 人
- 2017年: 11,395 人

## 行政

### 議会
メークリンゲンの町議会議員は、22議席である。町議会は、選出された名誉職の議員と議長を務める町長で構成される。町長は町議会において投票権を有している。

### 紋章と旗
この街の紋章は青地に、斜め十字に組み合わされた上下逆向き（刃が上）銀のツルハシと銀の犂。その上に8本スポークの銀の輪。町の旗は白 - 青である。紋章と旗は1967年6月22日に認可された。

## 文化と見所

### 建築
- パンクラティウス教会（ゴシック建築）:

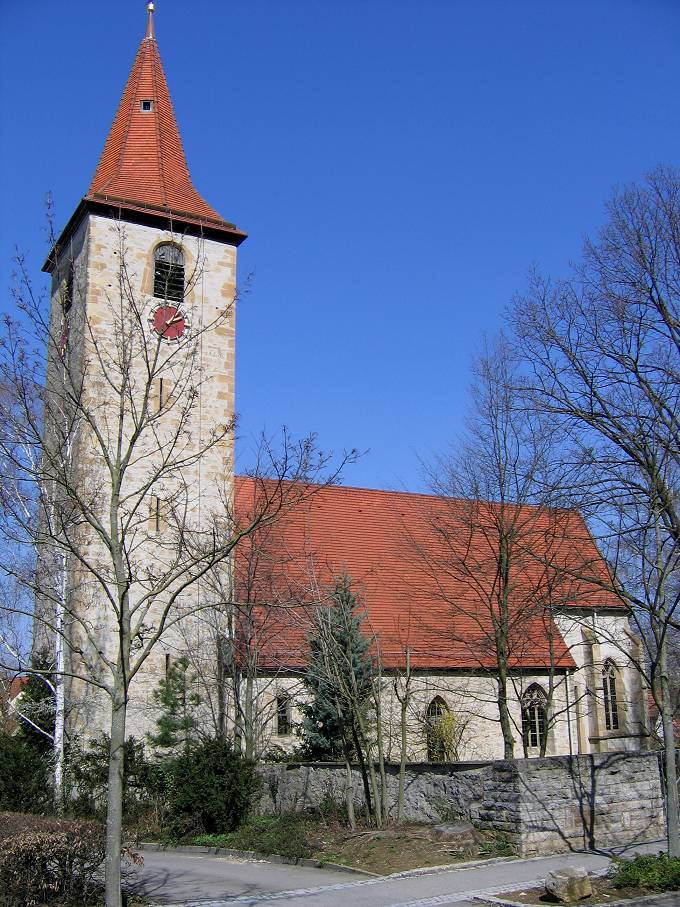
パンクラティウス教会

  - メークリンゲンのパンクラティウス教会は1534年以後福音主義化され、シュトゥットガルター・ホスピタルに移譲された。1970年から72年の改修で、15世紀のフレスコが発見され、再び上塗りが剥がされた。この教会は1960年代に建設されたヴァルッカー＝オルガンを有している。
- JUFO、ユーゲントフォーラム:
  - ジークフリート・ガスの指導下でメークリンゲンの若者とシュトゥットガルト大学の学生によって設立された。
- 聖マリア教会:
  - 夜に輝く十字架を有する教会

## 経済と社会資本

### 交通
街の中心部から 1 km の距離にある連邦アウトバーン A81号線のルートヴィヒスブルク南インターチェンジにより、メークリンゲンはアウトバーン網に接続している。隣接市町村との接続には州道や郡道がある。
メークリンゲンは、廃止された鉄道ルートヴィヒスブルク - マルクグレーニンゲン沿いに位置している。シュトゥットガルトのシュトラーセンバーンの路線としてこの鉄道を再開する案は、繰り返し検討されてきた。2014年現在、この軌道の一部では草が生い茂り、バーンホーフ通り（Edekaの向かい）沿いでは線路が撤去されている。このためこのルートを走行するのは困難である。現在、駅舎を倒壊から護るために、転用先の探索が行われている。

### 公共施設

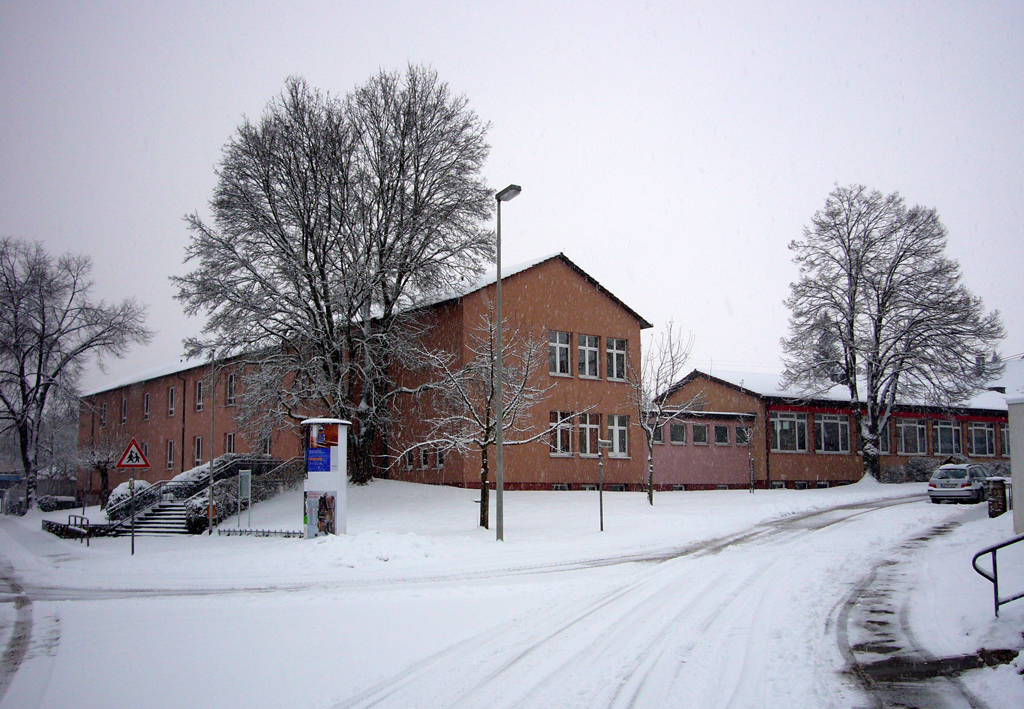
ハンフバッハシューレ

郡立クレーブラット養護ホームの老人・介護ホーム、ユーゲントフォーラム「Jufo」および、2018年に歴史的な十分の一税倉庫からハンフバッハシューレの新しい建物に移転した図書館がある。

### 教育
この町には、ヴェルクレアルシューレ課程を有する基礎課程・本課程学校と養護学校（ともにハンフバッハ通りの学校センターにある）および基礎課程学校がもう1校ある。自給の学校は、マルクグレーニンゲンおよび周辺都市にある。この他に、町立3園、福音主義教会運営2園、ローマ＝カトリック教会運営1園の幼稚園がある。さらにシュタイナー教育を行う民営の幼稚園がある。

### ライフライン

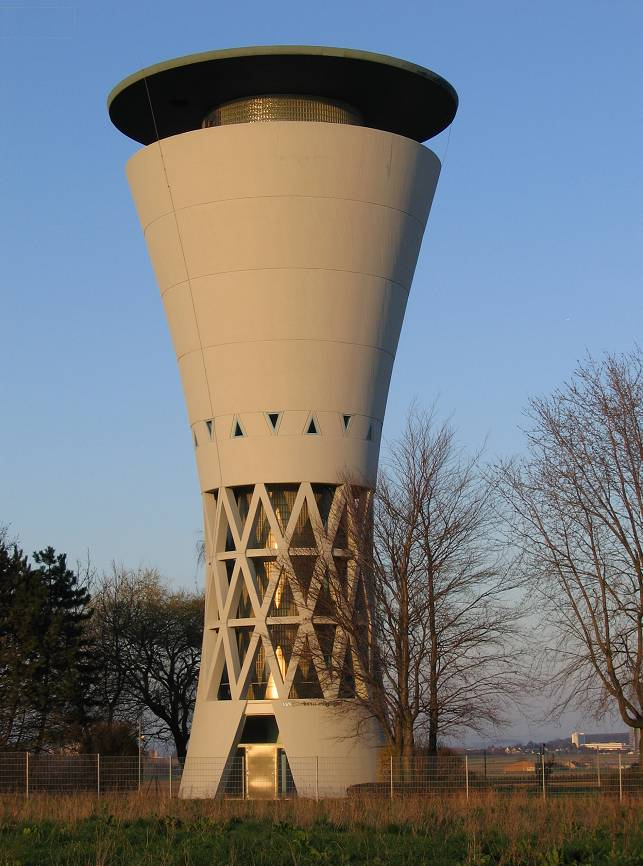
メークリンゲンの水道塔

この町の電力網とガス網は、Süwag エネルギー AG の子会社である Syna GmbH が運営している。ガス網はルートヴィヒスブルク＝コルンヴェストハイム都市施設 GmbHが運営している。メークリンゲン町はすべての飲料水をボーデン湖水供給会社から引いている。
ランゲン・フェルトの水道塔は、鉄筋コンクリート造りの躯体に大きな平皿を載せた構造の建築物として1965年に50万マルクを費やして建設された。この塔は高さ 30 m、直径は基部が 9.60 m、最小部が 7 m、最大部が 15.50 m であり、最大貯水量は 400 m3 である。建築家は R. ケスラーである。
下水の排水・浄化はグループ汚水処理場ロイデルスバッハ目的連合が担っている。この目的連合は1967年から 35,000 EGW の処理能力をもつ汚水処理場として稼働している。この目的連合に加盟しているのは、メークリンゲンの他にアスペルク、ルートヴィヒスブルク、マルクグレーニンゲンである。2010年の出資比率は、アスペルク 15.55 %、ルートヴィヒスブルク＝プフルークフェルデン 16.3 %、メークリンゲン 31.5 %、マルクグレーニンゲン 36.65 % である。
塵芥処理は、ルートヴィヒスブルク郡の 100 % 子会社のルートヴィヒスブルク郡塵芥処理会社 (AVL) が行っている。AVLは、ルートヴィヒスブルク郡の委託を受けてゴミの削減、再利用、廃棄といった処理を行っている。

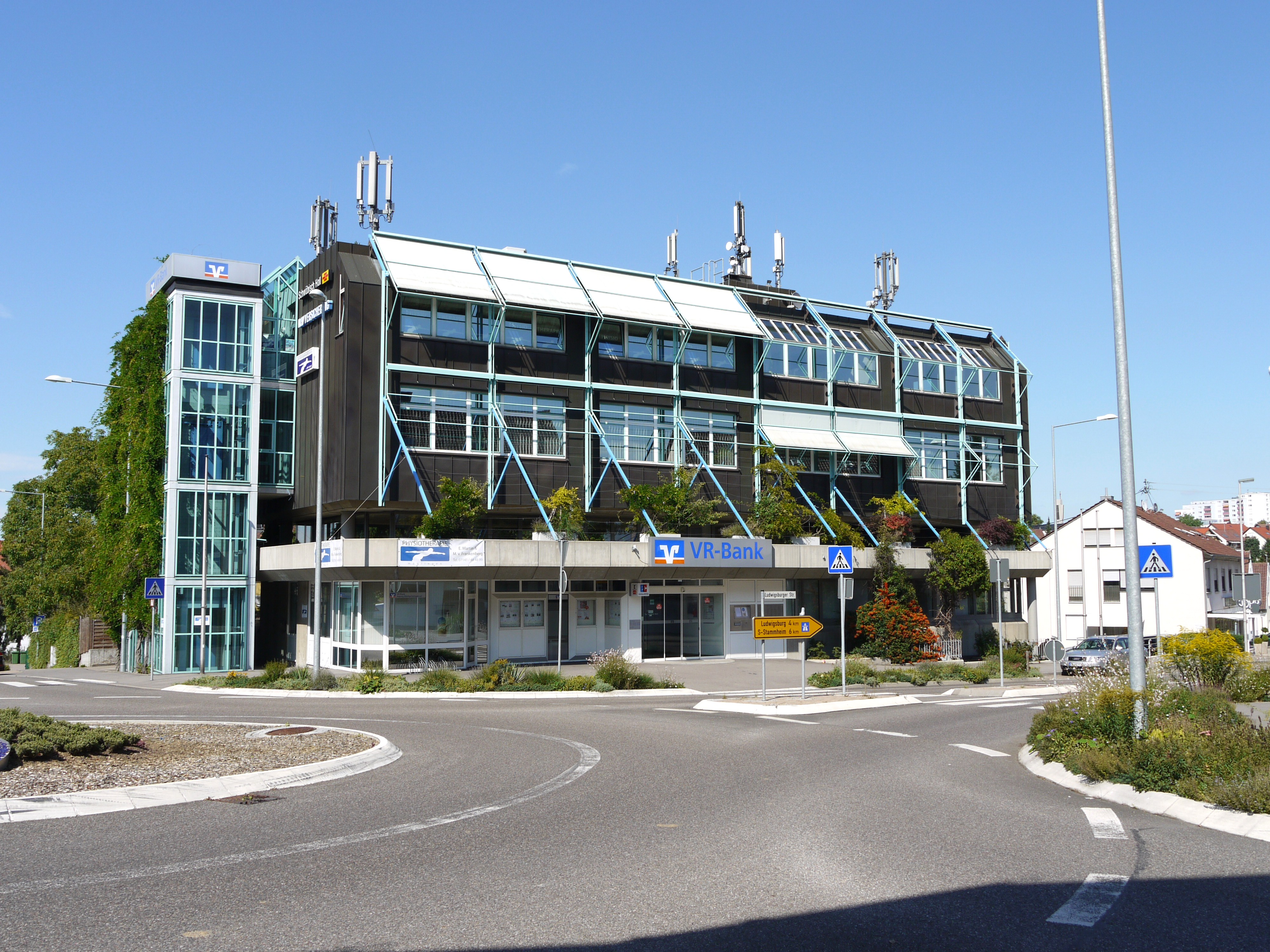

### 地元企業
乗用車製造業者のスカニアはメークリンゲンに生産工場を有している。また、ヴュルテンベルク・ワイン生産者中央組合 eG もこの町にある。USUソフトウェア AG は1977年の創業以来メークリンゲンに本社を置いている。VR-バンク・アスペルク=マルクグレーニンゲンはメークリンゲンに本社がある。

## 人物

### 出身者
- オットー・ザルツァー（1874年 - 1944年）レーシングドライバーのパイオニア

## 関連図書
- Albrecht Gühring et al. (2000). Gemeinde Möglingen. ed. Möglingen – Pforte zum Strohgäu. Stuttgart. ISBN 978-3-923107-09-4
- Oscar Paret (1934). Ludwigsburg und das Land um den Asperg: Ein Heimatbuch für den Bezirk Ludwigsburg. Ludwigsburg
- Karl Eduard Paulus. Königlich Statistisch-Topographisches Bureau. ed. Beschreibung des Oberamts Ludwigsburg. Stuttgart 1859 (wikisource)

これらの文献は、翻訳元であるドイツ語版の参考文献として挙げられていたものであり、日本語版作成に際し直接参照してはおりません。

## 訳注
1. ↑  ヴェルクレアルシューレ (ドイツ語: Werkrealschule) は、ドイツ内でもバーデン＝ヴュルテンベルク州特有の学校形態で、本課程学校の第9または第10学年修了の生徒から選抜で第10学年以降の中等教育クラスに進学できる制度およびその課程